# Gui lai
Gui lai (chinês tradicional: 歸來, chinês simplificado: 归来; prt: Regresso a Casa; bra: Voltando para Casa, ou Amor para a Eternidade) é um filme chinês de 2014, do género drama, realizado por Zhang Yimou, com roteiro de Zou Jingshi baseado no romance Lu Fan Yan Shi, de Geling Yan.
Estreou-se mundialmente no Festival de Cannes a 20 de maio de 2014, na sessão Fora da Competição. Estreou-se em Portugal a 30 de julho de 2015.
O filme havia sido escolhido para representar a China na competição de Óscar de melhor filme estrangeiro da octogésima cerimónia, mas acabou por ser retirado da competição. Foi galardoado com o Prémio Lótus de Ouro de melhor filme, melhor fotografia, melhor argumento, e melhor atriz revelação para Zhang Huiwen no Festival Internacional de Cinema de Macau de 2014.

## Elenco
- Chen Daoming como Lu Yanshi
- Gong Li como Feng Wanyu
- Zhang Huiwen como Dandan
- Guo Tao
- Liu Peiqi
- Zu Feng
- Yan Ni
- Xin Baiqing
- Zhang Jiayi
- Chen Xiaoyi
- Ding Jiali